# Martín Mantovani
Martín Maximiliano Mantovani (San Miguel, Corrientes, 11 d'agost de 1984) és un exfutbolista professional argentí que jugava com a defensa central.

## Carrera de club
Mantovani va jugar en categories per edats a l'Argentina, abans d'ingressar a l'Atlètic de Madrid l'estiiu de 2006. Inicialment assignat a l'equip C, va aparèixer esporàdicament amb l'Atlètic de Madrid B la temporada 2009–10 a la segona B.
El 10 d'agost de 2010 Mantovani va fitxar per la Cultural y Deportiva Leonesa, també de Segona B. Posteriorment va marxar al CE Atlètic Balears i al Reial Oviedo, equips en els quals sempre fou titular indiscutible.
El 26 de juny de 2013 Mantovani fou cedit al CD Leganés de la mateixa categoria. Hi va jugar 39 partits durant la temporada 2013–14 a la segona divisió B, i l'equip va assolir l'ascens a la segona divisió després d'una absència de deu anys. Mantovani va signar contracte amb el club fins al 30 de juny de 2014.
El 5 d'octubre de 2014, a 30 anys, Mantovani va jugar el seu primer partit en categoria professional, jugant com a titular en una victòria a casa per 2–0 contra el CD Tenerife. Va marcar el seu primer gol més tard el mateix mes, l'únic del seu equip en un empat 1–1 a fora contra el CD Numancia.
Mantovani va jugar 38 partits i va marcar dos gols durant la temporada 2015–16, capitanejant el seu equip cap al primer ascens en la història a La Liga. Va debutar en la nova categoria el 22 d'agost de 2016, jugant com a titular en una victòria per 1–0 a fora, contra el Celta de Vigo.
Després de cinc temporades al Leganés, Mantovani va marxar en signar contracte per dos anys amb la UD Las Palmas com a agent lliure. El març de 2019, fou cedit a la SD Huesca fins a final de temporada.
El 5 d'octubre de 2020, Mantovani va acabar contracte amb els canaris.